# جورج فان دن بيرغ
جورج فان دن بيرغ (بالهولندية: George van den Bergh)‏ (و. 1890 – 1966 م) هو محامي، وقانوني، وعالم فلك، وسياسي، وقاضي، وأستاذ جامعي من مملكة هولندا .
توفي عن عمر يناهز 76 عاماً.

## مناصب
تولى منصب عضو مجلس النواب من هولندا .

## مناصب وهيئات
أدار جامعة أمستردام.